# Gotthard Richter
Gotthard Richter (* 29. März 1929 in Pöhla; † 9. Januar 2023) war ein deutscher Bildhauer und Maler.

## Leben
Gotthard Richter war der Sohn des Ehepaars Johanne (1906–1993) und Arthur Richter (1898–1976). Sein Vater führte den kleinen Steinmetzbetrieb „Grabstein-Richter“, war selbst künstlerisch interessiert und schnitzte auch. Belegt sind Darstellungen des Sohnes als Kind in Lindenholz und Aquarelle mit Landschaften der näheren Umgebung.
Gotthard Richter absolvierte zunächst eine Ausbildung als Technischer Zeichner in den Schwarzenberger Krauss-Werken. 1944 begann er eine Segelfliegerausbildung an der Sächsischen Segelfliegerschule Schwarzenberg-Pöhla. Ab 1945 arbeitete er im väterlichen Steinmetzbetrieb mit. Nach einem Direktstudium an der Staatlichen Akademie für Graphische Künste und Buchgewerbe in Leipzig ab 1947 bestand er 1953 die Gesellenprüfung und am 26. Juli 1956 erlangte er in Karl-Marx-Stadt den Meisterbrief als Steinbildhauer. Sein Meisterstück war ein Mädchenkopf aus Sandstein. Danach fertigte er Grabmale, Schnitzwerke und Skulpturen, bevor er ab 1979 noch ein Abendstudium an der Hochschule für Bildende Künste Dresden aufnahm und sich in Karl-Marx-Stadt bei dem Bildhauer Harald Stephan weiterbildete. Er wurde Zirkelleiter für Plastik im Kreiskabinett für Kulturarbeit und prägte viele junge Künstler der Region. Etwa ab dieser Zeit fand er auch künstlerische Anerkennung. 1995 gab er den Steinmetzbetrieb auf.
Gotthard Richter war verheiratet mit Anneliese Kraft, der Tochter des Friseurmeister-Ehepaares William und Ottilie Kraft aus Annaberg-Buchholz. Die drei Töchter von Gotthard und Anneliese Richter heißen Annette, Sabine und Heidi.

## Künstlerische Tätigkeit
Neben der beruflichen Arbeit als Steinmetz widmete er sich experimentierfreudig verschiedenen Materialien. Neben Schnitzereien entstanden Aquarelle und Zeichnungen. Beliebte Motive waren Tiere, besonders aber interessierten ihn die Menschen, wobei seine Figuren oft über die erzgebirgische Schnitztradition hinausreichten und in den 1960er- bis 1980er-Jahren auch Aktfiguren einschlossen. In den 1980er-Jahren führte er öffentliche Aufträge aus und hatte erste Ausstellungen. Er sah sich nicht als „Schnitzer“ oder „Volkskünstler“ und wurde auch als „der erzgebirgische Ernst Barlach“ bezeichnet. Da Holzskulpturen unter freiem Himmel mit der Zeit verwittern, wurden inzwischen von mehreren Arbeiten Abgüsse geformt, um sie der Nachwelt zu bewahren.

## Rezeption
„So ist es, das pralle Leben. Nicht immer grazil und elegant, nicht reich und schön, sondern den Umständen abgetrotzt, die Erfahrungen eines halben Jahrhunderts tief ins Gesicht gegraben. (…) Richter (hat) … Bergleute und andere traditionelle erzgebirgische Figuren wie Waldbauern und Holzfrauen geschnitzt. Aber nur wenige erreichen die Lebensfülle, strahlen so viel Lebensweisheit und Güte aus wie die Figuren von Gotthard Richter. Man hört sie förmlich sprechen, lachen, klagen, die Frauen und Männer mit Rucksack oder Holzkiepe, Stock und Schürze, den ernsten Bergmann im traditionellen Habit, der den echten Bergbau noch lebte.“

„Das ist klassische Bildhauerei. (…) Die menschliche Bildhauersprache ist für jeden verständlich (…) Es ist unmissverständlich. Gotthard Richter bewegt sich mit seiner Bildhauerei in diesem uralten Formenkanon und er bewegt sich uneitel, selbstbewusst und mit leiser Zurückhaltung. Er ist wunderbar konservativ. Das meint nicht altmodisch, sondern behüten, beobachten, bewahren, retten.“

## Werke (Auswahl)
- „Bergmann“, Holzskulptur (1999)

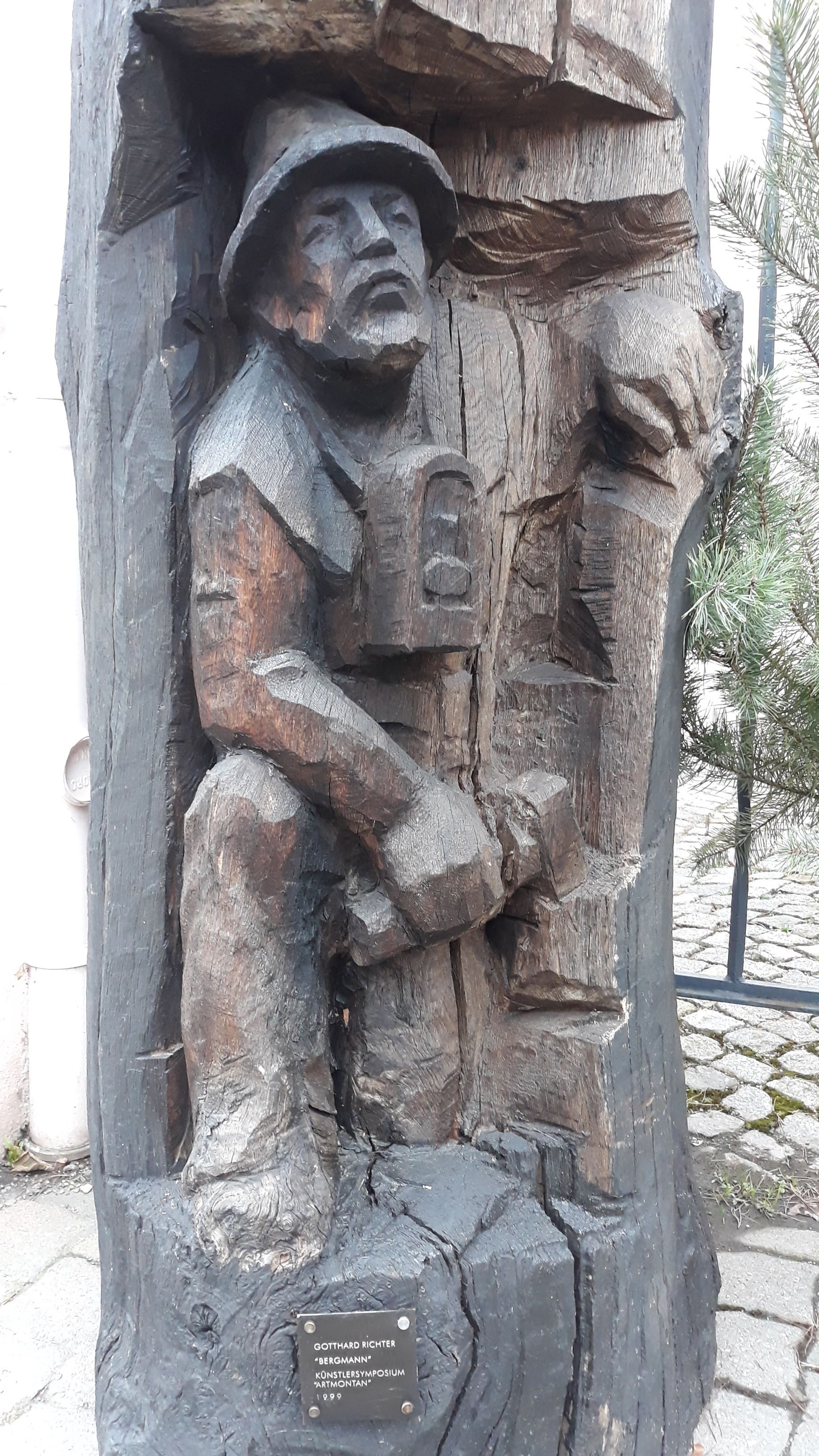
Bergmann

- „Schwarzenberger Marktfrau“, Holzskulptur
- „Beobachtung eines Klöppelmädchens“, Lindenholzskulptur (nach 1950)
- Ensemble „Familie“ in Tellerhäuser, Holzskulpturen
- „Heilige Familie mit der Anbetung der Hirten“ (2011), Holzskulpturen

## Ausstellungen
- 1980: Teilnahme an der Bezirkskunstausstellung in Karl-Marx-Stadt
- 2008/2009: Galerie Rademann, Schwarzenberg
- Ratsherren-Café-Galerie am Markt, Annaberg-Buchholz
- 2022/2023: Museum für bergmännische Volkskunst, Schneeberg („Lebenswerk: Gotthard Richter – Bewahren vor dem Vergessen“)